# Bonamico
Bonamico ist eine Rotweinsorte. Am weitesten verbreitet ist sie in Italien. Sie wird hauptsächlich in den Provinzen Lucca, Pisa und Pistoia angebaut, wo sie insgesamt über ca. 136 Hektar Rebfläche verfügt. Kleinere Bestände sind auch in Argentinien bekannt.
Der Name bedeutet Guter Freund und bezieht sich vermutlich auf die hohen Erträge der Rebsorte.
Die Weine der spätreifenden Sorte sind hellrot, verfügen nur über einen niedrigen Alkoholgehalt und sind von mäßiger Qualität.

## Synonyme
Bonamico ist auch unter den Namen Buon Amico, Buonamico, Canaiolo Romano, Ceragia, Dorace, Durace, Giacomino, Neret, Neyret, Pulera, Sangioveto, Sangioveto Grosso, Tinto, Uva di Palaia und Uva Rosa bekannt.

## Ampelographische Sortenmerkmale
In der Ampelographie wird der Habitus folgendermaßen beschrieben:
- Die Triebspitze ist leicht wollig behaart und manchmal karminrot gefärbt. Die gelblich-grünen Jungblätter sind schwach behaart und bronzefarben gefleckt (Anthocyanflecken).
- Die großen Blätter sind fünflappig und mäßig tief gebuchtet (siehe auch den Artikel Blattform). Die Stielbucht ist lyra-förmig ausgeprägt und die Enden überlappen. Das Blatt ist fein gezahnt. Die Blattoberfläche, auch Blattspreite genannt, ist blasig derb.
- Die walzenförmige Traube ist langgezogen, groß und dichtbeerig. Die rundlichen Beeren sind groß und von bläulich-schwarzer Farbe. Die Schale der Beere ist dick.

Die Sorte reift ca. 30 Tage nach dem Gutedel und gilt somit als spätreifend. Corvina Veronese ist eine Varietät der Edlen Weinrebe (Vitis vinifera). Sie besitzt zwittrige Blüten und ist somit selbstfruchtend. Beim Weinbau wird der ökonomische Nachteil vermieden, keinen Ertrag liefernde, männliche Pflanzen anbauen zu müssen.